# نیروی زمینی سلطنتی مراکش
ارتش سلطنتی مراکش (عربی: القوات البرية الملكية المغربية) نیروی زمینی زیرمجموعه نیروهای مسلح پادشاهی مراکش است، که در سال ۱۹۵۶ تأسیس شد.